# Via Merulana
Via Merulana – jedna z dróg w Rzymie, łącząca plac Jana Pawła II w pobliżu bazyliki laterańskiej z placem przed bazyliką Matki Bożej Większej, na prawym brzegu Tybru, w rione Esquilino.
Została uwieczniona przez Carla Emilia Gaddę w powieści Quer pasticciaccio brutto de via Merulana, wydanej w 1946.

## Historia
Via Merulana została wymieniona w opisie trasy procesyjnej w tzw. Ordo Benedicti z 1143. Trakt łączył wówczas Nimfeum Aleksandra (tzw. Trofeum Maria na placu Wiktora Emanuela II) z arkadami nerońskimi Akweduktu Klaudiusza na Celiusie. Toponim występował w nazwach trzech kościołów: S. Bartholomaei de Merulana lub in Capite Merulanae, S. Basilidis in Merulana oraz S. Matthaei in Merulana.
Obecna droga przebiega wzdłuż linii wyznaczonej przez renesansową Via Gregoriana, wytyczonej w czasach papieży Grzegorza XIII i Sykstusa V. Via Gregoriana była miejscem procesji odbywających się między bazylikami: Matki Bożej Większej, Laterańską i Świętego Krzyża Jerozolimskiego. Przy niej wznoszono począwszy od XVII wieku podmiejskie wille patrycjatu rzymskiego. Jedną z ostatnich, wzniesioną w 1830, która wraz z otaczającym parkiem przetrwała do XXI wieku, jest Villa Wolkonsky. Inne zostały zburzone lub zasłonięte przez współczesne budowle, wzniesione w czasach rozwoju urbanistycznego za panowania Humberta I i Wiktora Emanuela III.

## Zabytki
- Audytorium Mecenasa (nimfeum z I w. p.n.e.)
- Kościół św. Alfonsa Liguori
- Museo Nazionale d’Arte Orientale
- Kościół świętych Marcelina i Piotra na Lateranie
- Bazylika św. Antoniego z Padwy na Eskwilinie
- siedziba Papieskiego Uniwersytetu Antonianum